# Trzemeszno Lubuskie
Trzemeszno Lubuskie [tʂɛˈmɛʂnɔ luˈbuskʲɛ] (bis 1816 Czarnomyśl, deutsch von 1816 bis 1945 Schermeisel, von 1945 bis 1960 Trzemeszno) ist eine ehemalige Stadt und heute ein Ort und Schulzenamt (Sołectwo) der Stadt-und-Landgemeinde Sulęcin (Zielenzig) im Powiat Sulęciński (Kreis Zielenzig) in der polnischen Woiwodschaft Lebus.

## Geographische Lage
Als der westlichste Ort des historischen Großpolens war die Ortschaft war auch der westlichste Punkt der ganzen Adelsrepublik Polen-Litauen. Nach Teilungen Polens und später des Herzogtums Warschau gehörte der Ort 1816 bis 1945 zur preußischen Provinz Brandenburg. rund 32 Kilometer südlich von Gorzów Wielkopolski (Landsberg an der Warthe) und 50 Kilometer ostnordöstlich von Frankfurt (Oder). Umliegende Ortschaften sind Pamiątkowice im Norden, Grochowo im Osten, Wielowieś (Langenpfuhl) im Südosten, Wędrzyn (Wandern) im Westen und Glisno (Gleißen) im Nordwesten. Südlich der Ortschaft liegt der Landschaftsschutzpark Łagów (Lagow).

## Geschichte

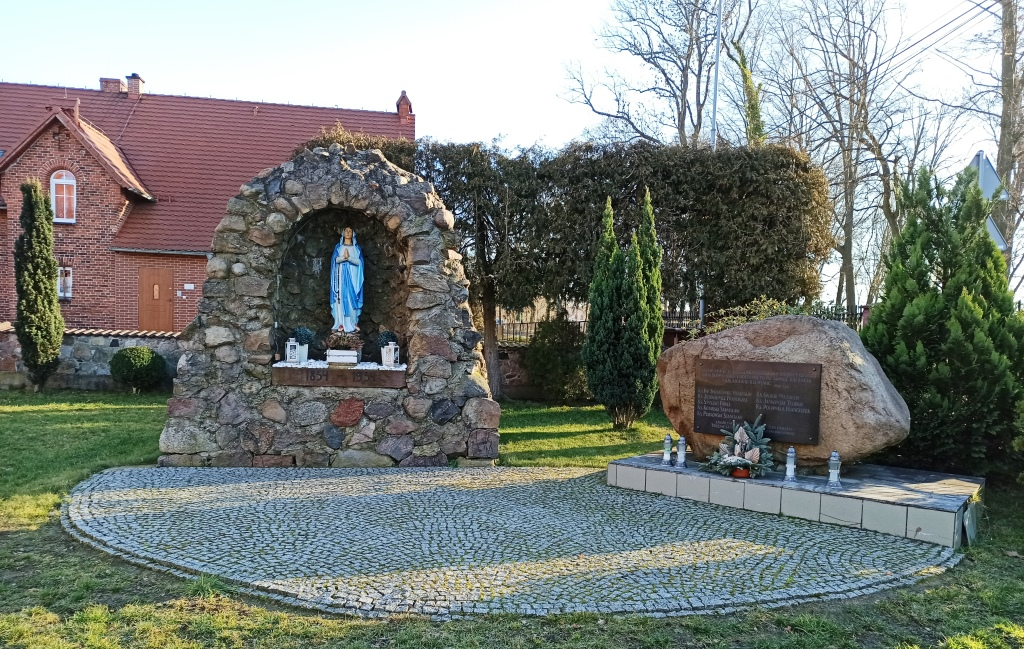
Heiligenhäuschen

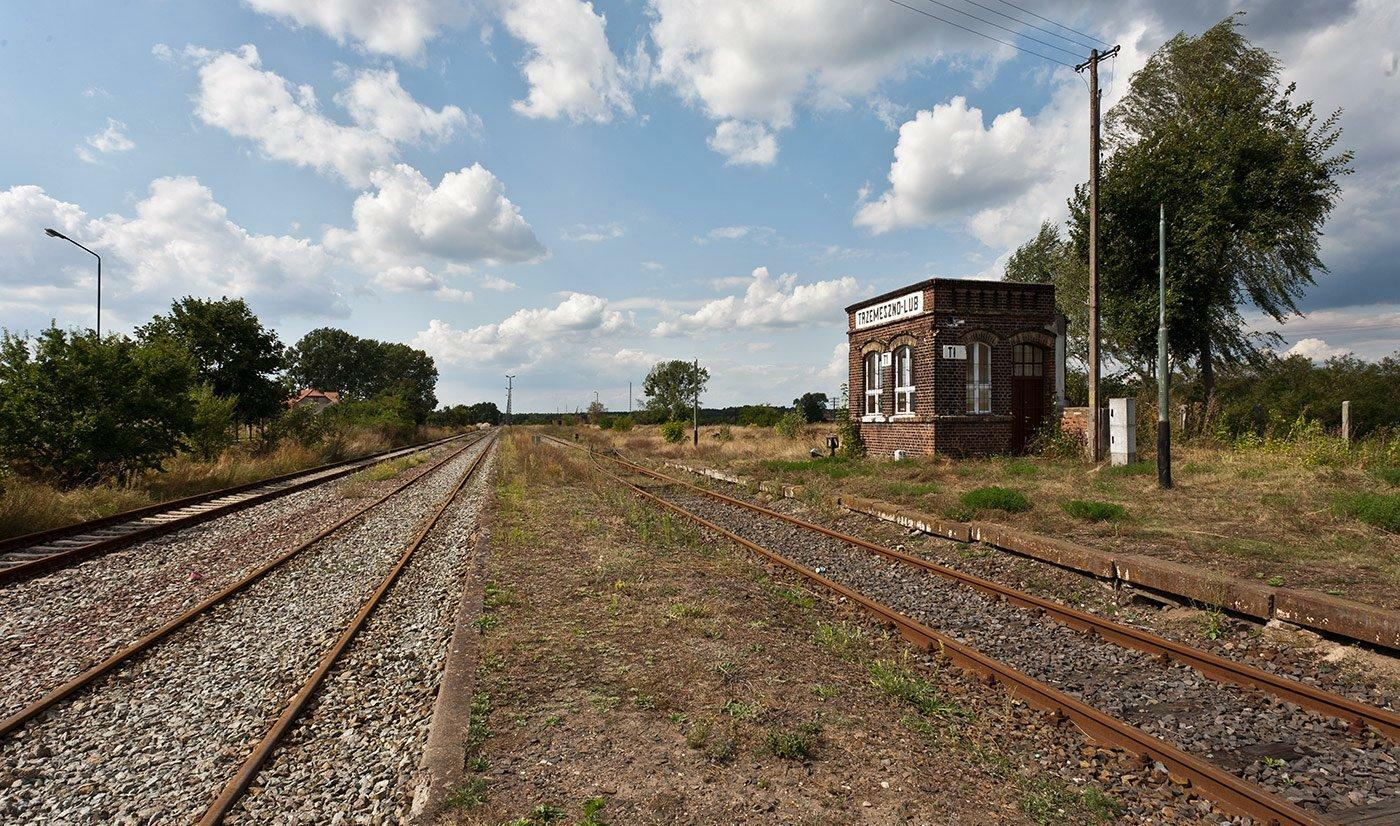
Gleis der Bahnstrecke Wierzbno–Rzepin (Wierzebaum – Reppen)

Der Ort wurde 1293 erstmals urkundlich erwähnt. Im Jahr 1370 war ein Teil des Dorfes im Besitz der Familie Seydlitz. Das Gut war ab dem 15. Jahrhundert unter verschiedenen Familien aufgeteilt, neben den Seydlitz waren dies die Familien Wolkow, Logau und Grochow.
Schermeisel hatte zu einer nach Brandenburg hineinragenden Halb-Enklave desjenigen Teils des 1793 vom Königreich Polen abgetrennten Bezirks gehört, den Preußen nach den Wiener-Kongress-Verhandlungen zurückerhalten und zusammen mit einem ebenfalls zurückerhaltenen Teil des Netzedistrikts 1816 zur Bildung des Großherzogtums Posen verwendet hatte; die Grenzfestlegung zwischen dem Großherzogtum Posen und der Provinz Brandenburg war im Staatsvertrag vom 11. November 1817 festgestellt worden. Durch eine Grenzbegradigung von 1816 wechselte die Halb-Enklave mit Schermeisel von der Provinz Posen zur Provinz Brandenburg und kam dort zum Kreis Sternberg im Regierungsbezirk Frankfurt.
Im 19. Jahrhundert gab die Familie Seydlitz ihre Grundherrschaft über den Ort ab. Danach war das Dorf zunächst im Besitz der Familie Kalckreuth. Schermeisel war bis zum Anfang des 19. Jahrhunderts eine landwirtschaftlich geprägte Gemeinde gewesen und erhielt erst 1804 unter preußischer Herrschaft Stadtrecht.
Im Jahr 1823 wurde in Schermeisel eine Synagoge gebaut. Der Flecken hatte eine starke jüdische Gemeinde, die 1852 bereits auf 167 Mitglieder angewachsen war.
Im Jahr 1828 wird ein Major von Seydlitz und im Jahr 1836 ein Herr Schindler als Gutsbesitzer genannt. Laut der Topografisch-statistischen Übersicht des Regierungsbezirks Frankfurt a.d.O. aus dem Jahr 1840 hatte die Stadt Schermeisel zu diesem Zeitpunkt insgesamt 770 Einwohner, diese verteilten sich auf Schermeisel mit 52 Wohngebäuden und 496 Einwohnern sowie die Vorwerke Brückenhof (als Schäferei genutzt) mit zwei Wohnhäusern und neun Einwohnern und Niederhof mit 19 Wohnhäusern und 265 Einwohnern. Des Weiteren gehörte eine Windmühle zur Stadt. 1855 waren von 847 Einwohnern in Schermeisel 657 Protestanten, dreizehn Katholiken und 177 Juden.
Im Jahr 1864 sind Brückenhof und Niederhof nicht mehr einzeln in der topographischen Übersicht aufgeführt. Zu diesem Zeitpunkt hatte die Stadt Schermeisel 82 Wohngebäude mit 868 Einwohnern, eine Windmühle, eine Ziegelei, vier ausgebaute Gehöfte und drei Vorwerke. In der Nähe der Stadt wurde Braunkohle abgebaut. Drei Jahre später wurden Schermeisel die Stadtrechte aberkannt. Am 29. März 1873 wurde der Kreis Sternberg aufgelöst und in die Kreise Oststernberg und Weststernberg aufgeteilt, wobei Schermeisel zum Kreis Oststernberg kam. 1874 wurde Schermeisel Sitz des gleichnamigen Amtsbezirks, zu dem neben Schermeisel noch die Landgemeinde Grochow gehörte. Im Jahr 1885 ist für die Gemeinde Schermeisel ein Alaunwerk als Außenposten des Rittergutes aufgeführt, dort lebten 34 Menschen. 1892 wurde Schermeisel an das damals freigegebene Teilstück Zielenzig–Meseritz der heutigen Bahnstrecke Wierzbno–Rzepin (früher: Wierzebaum–Reppen) angeschlossen. Der Braunkohlebergbau muss vor 1895 eingestellt worden sein, da zu dieser Zeit bereits kein Tagebau mehr aufgeführt wird.
Zwischen 1895 und 1905 wurden die meisten Vorwerke von Schermeisel aufgegeben. Bei der Volkszählung mit Stichtag zum 1. Dezember 1910 hatte die Landgemeinde Schermeisel 485 Einwohner und der Gutsbezirk Schermeisel 378 Einwohner. Der Ort kam um diese Zeit in den Besitz des Alfred Berliner, der ein Forsthaus und ein Waldarbeitergehöft einrichtete. Bis 1925 stieg die Einwohnerzahl von Schermeisel wieder auf 972 an. Mit der Auflösung der preußischen Gutsbezirke am 30. September 1928 wurde die Landgemeinde Schermeisel mit dem gleichnamigen Gutsbezirk, zu dem die Siedlungen Kleinvorwerk und Siebenruthen gehörten, und der Siedlung Forsthaus Schermeisel aus dem Gutsbezirk Oberförsterei Lagow vereinigt. 1933 hatte die Landgemeinde 1045 Einwohner, bei der letzten Volkszählung im Deutschen Reich im Jahr 1939 wurden für Schermeisel 1170 Einwohner ermittelt.
Nach dem Ende des Zweiten Weltkrieges wurde Schermeisel am 2. August 1945 unter polnische Verwaltung gestellt. Es siedelten sich polnische Migranten an, die zum Teil aus von Polen nach dem Ersten Weltkrieg eroberten Gebieten östlich der Curzon-Linie kamen. Der Amtsbezirk Schermeisel wurde aufgelöst, die deutsche Ortschaft in Trzemeszno umbenannt und die einheimische Bevölkerung von der örtlichen polnischen Verwaltungsbehörde vertrieben.
Am 28. Juni 1946 wurde Trzemeszno nach Wielowieś eingemeindet. 1953 wurde die Landgemeinde Wielowieś aufgelöst und ihre Dörfer nach Łagów eingemeindet. Im Oktober 1954 wurde in Polen eine Kommunalreform durchgeführt, bei der die Landgemeinden abgeschafft und durch kleinere Gromadas ersetzt wurden. Dabei wurde Trzemeszno zu einer eigenständigen Gromada, zu der die Orte Grochów, Lipa, Malutków, Trześniówek, Wędrzyn, Wielowieś und Żarzyn gehörten. Im Jahr 1960 wurde der Ort in Trzemeszno Lubuskie umbenannt. Am 1. Januar 1973 wurde die Gromada Trzemeszno Lubuskie bei einer weiteren Gebietsreform aufgelöst und in die Landgemeinde Sulęcin eingegliedert. Diese wurde 1990/1991 mit der Stadt Sulęcin zur gleichnamigen Stadt-und-Land-Gemeinde vereinigt. Seit 1999 gehört Trzemeszno Lubuskie zur Woiwodschaft Lebus.

### Demographie
| Jahr | Einwohnerzahl | Anmerkungen |
| ---- | ------------- | --- |
| 1800 | 0800          | [ 5 ] |
| 1816 | 0648          | davon 422 Evangelische, 7 Katholiken, 219 Juden                                                                                        |
| 1819 | 0642          | [ 5 ] |
| 1821 | 0718          | in 65 Privatwohnhäusern |
| 1831 | 0795          | [ 5 ] |
| 1837 | 0764          | [ 5 ] |
| 1840 | 0770          | davon in der Stadt 496 in 52 Wohngebäuden, im Vorwerk Brückenhof 9 in 2 Wohngebäuden, im Vorwerk Niederhof 265 in 19 Wohngebäuden      |
| 1850 | 0770          | darunter 3 Katholiken und 149 Juden |
| 1864 | 0868          | in 82 Wohngebäuden |
| 1867 | 0813          | am 3. Dezember, davon 586 im Flecken und 227 im Gutsbezirk                                                                             |
| 1871 | 0797          | am 1. Dezember, davon 591 im Flecken (503 Evangelische, 7 Katholiken, 81 Juden) und 206 im Gutsbezirk (199 Evangelische, 7 Katholiken) |
| 1910 | 0863          | am 1. Dezember, davon 485 im Dorf, 378 im Gutsbezirk                                                                                   |
| 1933 | 1045          | [ 16 ] |
| 1939 | 1170          | [ 16 ] |

## Sehenswürdigkeiten

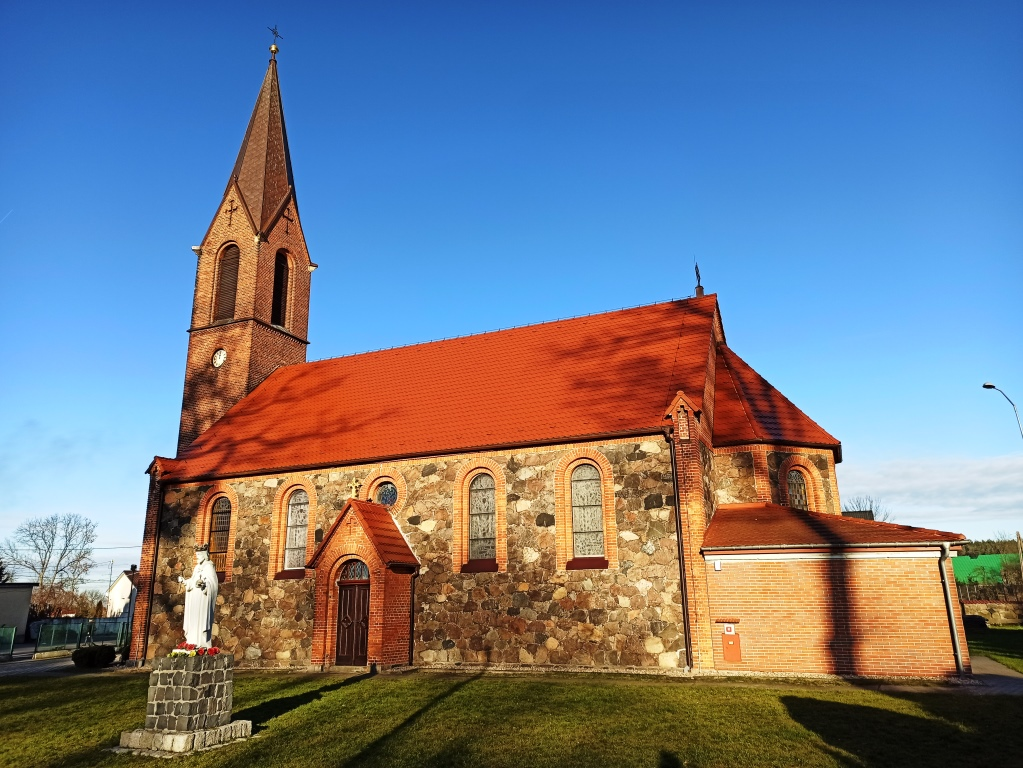
Dorfkirche, bis 1946 Gotteshaus der evangelischen Gemeinde Schermeisel

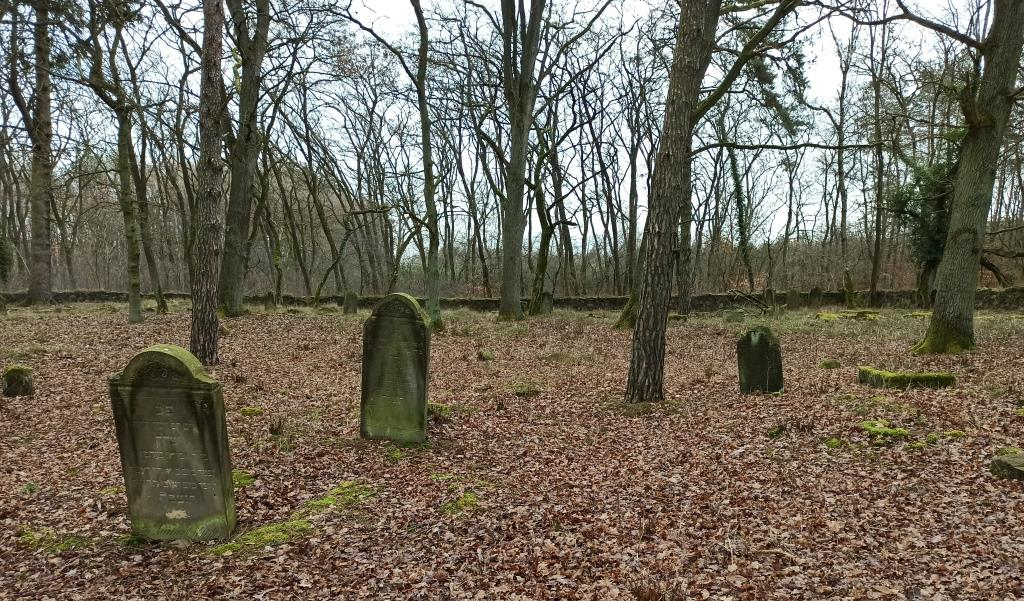
Grabsteine auf dem ehemaligen jüdischen Friedhof

- Die Kirche von Schermeisel wurde 1886 als Backsteinbau im neugotischen Stil errichtet. Der Altar der Kirche stammt aus dem Jahr 1950, die originale Ausstattung befindet sich heute im Märkischen Museum in Berlin.[17] Die Kirche steht unter Denkmalschutz. Es lassen sich zwei Vorgängerbauten nachweisen. Die erste Kirche entstand im 13. Jahrhundert mit der Gründung des Ortes. Die ersten beiden Kirchen waren Holzbauten, letztere wurde 1854 wegen Baufälligkeit abgerissen.[7]
- Der jüdische Friedhof von Trzemeszno Lubuskie wurde im 18. Jahrhundert angelegt, das älteste erhaltene Grab stammt von 1786. Insgesamt sind etwa 20 Gräber enthalten.

## Verkehr
Durch den Ort führen die Fernstraße von der Stadt Posen über Międzyrzecz (Meseritz) und Sulęcin (Zielenzig) nach Berlin sowie die Bahnstrecke Wierzbno–Rzepin (Wierzebaum – Reppen).

## Persönlichkeiten
- Otto Schmidt-Hannover (1888–1971), preußischer Offizier, Politiker (DNVP) und Verleger